# Chrysocharis tsugae
Chrysocharis tsugae är en stekelart som beskrevs av Ikeda 1996. Chrysocharis tsugae ingår i släktet Chrysocharis och familjen finglanssteklar. Inga underarter finns listade i Catalogue of Life.